# Parole Chicago
Parole Chicago ist der Titel einer Vorabendserie des Ersten Deutschen Fernsehens, die 1979 vom Südwestfunk unter der Regie von Reinhard Schwabenitzky mit 13 Episoden produziert und gesendet wurde. Die literarische Vorlage lieferte dazu Henry Slesar mit Ruby Martinson. 14 Geschichten um den größten erfolglosen Verbrecher der Welt.

## Handlung
Im Mittelpunkt der Serie, die um 1930 in Berlin spielt, stehen die beiden Kleinganoven Harry und Ede. Harry, der eigentlich als Lehrling bei einem Steuerberater arbeitet, sieht sich als genialer Kopf der Bande, sein Cousin, der etwas naive Ede, arbeitet als Laufbursche für ein Bekleidungsgeschäft. Konspirativer Treffpunkt der beiden ist ein Café, in dem sie regelmäßig Schokoladenamerikaner und Waldmeisterbrause verzehren. Verwicklungen entstehen durch den missverständlichen Ganovenjargon Harrys – so verlangt er von Ede am Telefon stets die Verwendung der „Parole Chicago“ – und die meist misslingenden Annäherungsversuche Eduards zum anderen Geschlecht. Alle geplanten Raubzüge scheitern an den eigenen Unzulänglichkeiten der beiden Möchtegernganoven.

## Episoden
1. Die Sache mit dem Ohrring – EA 24. September 1979
2. Ein todsicherer Trick – EA 1. Oktober 1979
3. Das Ding beim Zahnarzt – EA 8. Oktober 1979
4. Der beste Freund des Menschen – EA 15. Oktober 1979
5. Die Entführung – EA 22. Oktober 1979
6. Der vergiftete Brief – EA 29. Oktober 1979
7. Der Bankraub – EA 5. November 1979
8. Zwei Eisen im Feuer – EA 12. November 1979
9. Die Uhr des Chefs – EA 19. November 1979
10. Der ganz große Kunstraub – EA 26. November 1979
11. Das Geburtstagsgeschenk – EA 3. Dezember 1979
12. Der Kommissionsverkauf – EA 10. Dezember 1979
13. Eine schnelle Reichsmark – EA 17. Dezember 1979